# Donald’s Golf Game
Donald’s Golf Game (рус. «Дональд играет в гольф») — это анимационный эпизод мультсериала про Дональда Дака, созданный Уолтом Диснеем в 1938 году.
Дональд со своими Племянниками пришёл на поляну, чтобы поиграть в Гольф. Дональд хочет совершить сильный удар, но племянники издают странные и громкие звуки, что мешает ему. Тогда, он берёт прищепки и защемляет клювы племянников, но они чихают и всё идёт не по плану. Дональд от злости ломет свою клюшку.
Племянники дают ему вместо клюшки сачок, и когда Дональд размахивается по мячу, мяч остаётся в сетке. Дональд просит новую клюшку и ему дают клюшку-Зонт. Дональд орёт на них и угрожает проучить.
Один из племянников ловит Кузнечика, чтобы подшутить над дядей снова. Они подкладывают кузнечика в шар для гольфа и когда Дональд бьёт по мяч, то он упрыгивает от него. Мяч ускакивает в озеро и племянники дают Дональду надувной круг, а сами привязывают верёвку к затычке. Когда Дональд плыл на нём, его спустили и Дональд ударил мяч в воде. Мяч отлетел на другой берег. Когда дональд открыл его, он понял в чём дело.
Дональд потерпел много неудач. Племянники отлично играют у него на глазах, что очень сильно его бесит. Он бросает в них клюшку, но в полёте она сгинается, будто Бумеранг и возвращается ударить Дональда.